# Beats màrtirs caputxins de Catalunya
Els beats màrtirs caputxins de Catalunya són un grup de 26 frares caputxins, procedents de diversos llocs i residents en diferents convents catalans de l'orde, tots morts per la seva condició religiosa entre l'inici de la Guerra civil espanyola i febrer de 1937. Són considerats màrtirs i venerats com a beats per l'Església Catòlica.
El papa Francesc n'aprovà la beatificació el 5 de juny de 2015: la cerimònia va tenir lloc el 21 de novembre del mateix any a les 11.30h, a la Catedral de Barcelona, en una cerimònia presidida pel cardenal Angelo Amato.
Les restes dels nou frares que han pogut estar trobades i identificades es troben en un panteó a l'església del convent dels Caputxins de Sarrià (Barcelona).
El grup està format per: 
- morts el 28 de juliol de 1936:
  - Joan Ayats Plantalech (Eloi de Bianya),
  - Pelagi Ayats Vergés (Miquel de Bianya),
  - Joan Bover i Teixidor (Modest de Mieres),
  - Gregorio Chárlez Ribera (Prudenci de Pomar de Cinca),
  - Manel Collellmir Senties (Jordi de Santa Pau),
  - Ramón Gros Ballbé (Cebrià de Terrassa)
  - Josep Martí Coll (Àngel de Ferreries),
- 1 d'agost de 1936:
  - Joan Bonavida Dellà (Fèlix de Tortosa)
  - Soteras Culla (Rafael Maria de Mataró),
- 12 d'agost de 1936:
  - Josep Alsina i Casas (Agustí de Montclar),
- 15 d'agost de 1936:
  - Laurentí Basil Matas (Anselm d'Olot),
- 19 d'agost de 1936:
  - Miquel Sagré Fornaguera (Benigne de Canet de Mar),
- 20 d'agost de 1936:
  - Carles Canyes Santacana (Marçal de Vilafranca del Penedès),
  - Josep Vilalta Saumell (Tarsici de Miralcamp)
- 23 d'agost de 1936:
  - Julià Gibrat Marcé, (Vicenç de Besalú),
- 25 d'agost de 1936:
  - Tomás Díaz Díaz (Bonaventura d'Arroyo Cerezo),
  - Sebastià Sonet i Romeu (Zacaries de Llorenç),
- 9 de setembre de 1936:
  - Joan Vila Colomé (Josep de Calella de la Costa)
- 31 d'octubre de 1936:
  - Jesús Miquel Girbau (Timoteu de Palafrugell),
  - Lluís Estruch i Vives (Eudald d'Igualada),
- 23 de novembre de 1936:
  - Jaime Nájera Gherna (Alexandre de Barcelona),
- 19 de desembre de 1936:
  - Jordi Sampé Tarragó (Doroteu de Villalba dels Arcs),
  - Jaume Bogunyà Casanovas (Martí de Barcelona)
- 21 de gener de 1937:
  - Esteve Santacana Armengol (Remigi del Papiol),
- 24 de gener de 1937:
  - Francesc Maria Colomer Presas (Pacià M. de Barcelona)
- 16 o 17 de febrer de 1937:
  - Martí Tarrés i Puigpelat, (Frederic de Berga).[3]